# Recurso de inconstitucionalidad
La acción de inconstitucionalidad o recurso de inconstitucionalidad es una herramienta jurídica a través de la cual, se pretende la declaración de inconstitucionalidad de una norma, alegando que atenta contra la ley fundamental de un Estado.

## Regulación por países

### Argentina
Se considera que puede interponerlo toda parte en un juicio, pero no se lo admite como pretensión principal. Es decir, debe darse en el marco de un proceso judicial y nunca como petición autónoma, en la medida en que se demuestre que la aplicación de la norma cuestionada vulnera derechos o garantías fundamentales previstos en la Constitución, tratados internacionales o leyes federales. La Corte Suprema ha dicho en reiteradas ocasiones que la declaración de inconstitucionalidad constituye la "última ratio" del orden jurídico, por lo que solo será pronunciada siempre que no haya forma alguna de integrar la norma a fin de su coincidencia con la Carta Magna.
El sistema de control de constitucionalidad es judicial y difuso. Judicial porque se asigna atribución a los jueces en vez de ser ejercido por políticos, y difuso porque puede ser ejercido por cualquier juez de la Nación o las Provincias, sin importar su jerarquía. El sistema se diferencia así de los mecanismos de control de constitucionalidad concentrado (como ocurre en los países que cuentan con Tribunal Constitucional o una institución semejante).
Esta construcción teórica fue formada a lo largo de las épocas por el Poder Judicial, sin que constasen en ningún texto escrito precisiones sobre este recurso. Al igual que en los Estados Unidos de América, se derivó esta potestad de manera implícita, a partir del actual art. 116 de la Constitución (ubicado en la Nación, el conocimiento y decisión de todas las causas que versen sobre puntos regidos por la Constitución).
La Corte Suprema establece la interpretación prevaleciente en materia de constitucionalidad de las normas, por intermedio del recurso extraordinario federal.

### España
En España el recurso de inconstitucionalidad garantiza la primacía de la Constitución, enjuicia la conformidad de las normas con la Constitución. Controla los Estatutos de autonomía, las Leyes, los Reales Decretos Leyes y los Reales Decretos Legislativos, los reglamentos de las Cámaras.
Por lo tanto, se puede presentar contra leyes, normas con rango de ley o actos con fuerza de Ley, pero no contra Reglamentos. El plazo para presentar este recurso es de 3 meses desde su publicación oficial.
Están legitimados para la interposición: el presidente del Gobierno, el defensor del pueblo, 50 diputados, o 50 senadores, las Asambleas Legislativas y los órganos ejecutivos colegiados ("Gobiernos) de las comunidades autónomas. Cuando se tratan actos de las comunidades autónomas podrá interponer el recurso el órgano ejecutivo de la comunidad autónoma o la asamblea.
En la demanda ante el Tribunal Constitucional, se indican las disposiciones que se recurren, o preceptos que se cree que infringen la Constitución. La admisión del recurso no suspende, necesariamente, la vigencia de la norma. Si se desestimase el recurso por defectos de forma podrá presentarse de nuevo.
Una vez admitido el recurso se notificará su inicio a las Cortes, al Gobierno, a través del ministro de Justicia, y si fuese una normativa de una Comunidad al órgano legislativo correspondiente. Estos órganos podrán presentar alegaciones en el plazo de 15 días, que deberán resolverse en el plazo de 10 días, pudiéndose ampliar por cuestiones motivadas a 30 días. Transcurridos estos trámites, el Tribunal Constitucional dictará una Sentencia en la que estime o desestime las alegaciones presentadas en la demanda. Contra esta Sentencia no cabe recurso alguno.

### México
La fracción II del artículo 105 de la Constitución Política de los Estados Unidos Mexicanos prevé la figura de la acción de inconstitucionalidad. En conjunto con el juicio de amparo y la controversia constitucional, la acción de inconstitucionalidad es un medio de control constitucional del régimen jurídico mexicano.